# Wolframcarbid-Kobalt-Hartmetall
Wolframcarbid-Kobalt-Hartmetalle (WC-Co-Hartmetalle) sind Hartmetalle, die hauptsächlich aus Partikeln von Wolframcarbid (WC) bestehen, die durch eine Bindephase aus Kobalt (Co) zusammengehalten werden. Diese Hartmetallsorte ist die Standardsorte, die den größten Anteil der Hartmetalle ausmacht. Genutzt werden sie für verschiedene Werkzeuge, darunter Zerspanungswerkzeuge. Da sie bei hohen Temperaturen mit Stahl chemisch reagieren, werden sie zur Zerspanung (Drehen, Fräsen, Bohren) von Stahl nicht genutzt (dafür gibt es spezielle Sorten), für Gusseisen sind sie aber geeignet. Als Schneidstoffe zählen sie zur Anwendungsgruppe K. Das Kürzel nach DIN lautet HW (Hartmetall, Wolframcarbid-Basis) oder, falls sie beschichtet wurden, HC (Hartmetall, Coated = beschichtet). Festigkeit und Härte sind umso besser je kleiner die Korngröße ist. Beide werden auch noch vom Kobaltgehalt beeinflusst.

## Zusammensetzung und Gefüge
Die Wolframcarbid-Kobalt-Hartmetalle bestehen überwiegend aus Wolframcarbid, das dem Werkstoff seine Härte verleiht, sowie Kobalt, das die einzelnen WC-Körner zusammenhält und die Zähigkeit und Festigkeit verbessert. Wolframcarbid ist ein sehr hartes Material, das auch bei 1000 °C noch hart genug ist, um als Werkzeug-Werkstoff genutzt zu werden. Es schmilzt bei 2600 °C und weist eine sehr hohe Druckfestigkeit auf, ist aber spröde und bricht leicht unter Biegebeanspruchung. Kobalt macht etwa 4 % bis 30 % der Gesamtmasse aus – bei den für die Zerspanung genutzten Sorten bis 12 % – und verbessert die Biegebruchfestigkeit gegenüber reinem Wolframcarbid wesentlich. Es wurden verschiedene Metalle für diesen Zweck erforscht, Kobalt geht die stärksten Bindungen mit Wolframcarbid ein und benetzt es sehr gut, da beide in einer hexagonalen Struktur erstarren. Die WC-Körner haben Durchmesser von 10 µm bis 0,5 µm, kleine verbessern sowohl die Härte als auch die Festigkeit. Sie haben prismatische Formen. Zwischen ihnen befindet sich die Matrix aus Kobalt. Im Idealfall kommen ausschließlich Wolframcarbid und Kobalt vor, falls sich zu wenig Kohlenstoff im Werkstoff befindet bildet sich die Eta-Phase, ein Carbid, mit der Zusammensetzung Co3W3C, das die Festigkeit herabsetzt. Zu viel Kohlenstoff führt dazu, dass elementarer Kohlenstoff (Grafit) vorliegt, der ebenfalls die Festigkeit reduziert. Ein Teil des Kohlenstoffs und des Wolframs ist im Kobalt gelöst.
Teilweise werden noch geringe Mengen an Vanadiumcarbid (VC, bis 0,8 %), Chromcarbid (Cr3C2) oder Tantal-Niob-Carbid (beide bis zu 2 %) als Dotierungszusätze genutzt, die für ein feinkörniges Gefüge sorgen.

## Eigenschaften
Die wesentlichen Eigenschaften für Werkzeuge sind die Härte, die Druckfestigkeit und die Biegefestigkeit. Die Druckfestigkeit und die Härte sinken mit steigendem Kobaltgehalt etwa proportional, die Biegebruchfestigkeit steigt bis etwa 5 % stark an, danach nur noch langsam. Die WC-Co-Hartmetalle enthalten daher alle mindestens 4 % Kobalt.
Sie werden in die Anwendungsgruppe "K" der Schneidstoffe eingeordnet. Die nachfolgende Zahl gibt an wie hart und fest die Sorten sind. Kleine Zahlen stehen für große Härte und geringe Biegefestigkeit.
|                                               | HW-K05          | HW-K10 | HW-K25 | HW-K40  |
| --------------------------------------------- | --------------- | ------ | ------ | ------- |
| Zusammensetzung                               | 4 % Co (WC-4Co) | 6 % Co | 9 % Co | 12 % Co |
| Dichte [g/cm3]                                | 15,1            | 14,9   | 14,6   | 14,2    |
| Druckfestigkeit [N/mm²]                       | 5700            | 5400   | 5000   | 4500    |
| Biegefestigkeit [N/mm²]                       | 1600            | 2000   | 2350   | 2450    |
| E-Modul [1000 N/mm²]                          | 650             | 630    | 590    | 580     |
| Bruchzähigkeit [N m1/2/mm²]                   | 6,9             | 9,6    | 12,3   | 12,7    |
| Poissonzahl [-]                               | 0,21            | 0,22   | 0,22   | 0,22    |
| Wärmeleitfähigkeit [W/(mK)]                   | 80              | 80     | 70     | 65      |
| Wärmeausdehnungskoeffizient [1/(1.000.000 K)] | 5               | 5,5    | 5,6    | 5,9     |

## Korngrößen
Je kleiner die Korngrößen sind, desto fester und härter ist der Werkstoff. Nach DIN wird unterschieden zwischen Normalkorn (HW) und Feinkorn (HF <2 µm).
| Kobaltgehalt | Korngröße des Wolframcarbids [µm] | Vickershärte | Bruchfestigkeit [N/mm²] | Druckfestigkeit [N/mm²] |
| ------------ | --------------------------------- | ------------ | ----------------------- | ----------------------- |
| 6            | 0,7                               | 1800         | 1750                    | 4550                    |
| 6            | 1,4                               | 1575         | 2300                    | 4250                    |
| 9            | 1,4                               | 1420         | 2400                    | 4000                    |
| 9            | 4,0                               | 1210         | 2770                    | 4000                    |

## Anwendungen
WC-Co-Hartmetalle werden vor allem genutzt für die Zerspanung von kurzspanenden Werkstoffen, also solchen die kurze Späne bilden. Dazu zählt Gusseisen, Nichteisenmetalle, Nichtmetalle, wie glasfaserverstärkter Kunststoff, Holz oder Gestein.

## Verschleiß
Bei WC-Co-Hartemetallen kommen verschiedene Verschleißformen vor. Von Bedeutung ist vor allem die Diffusion.

### Plastische Deformation
Im Gegensatz zu Schnellarbeitsstählen kommt es bei Hartmetallen nicht zu plastischer Deformation wegen ihrer hohen Warmhärte und Warmfestigkeit.

### Diffusion
Die Bearbeitung von Stahl mit Werkzeug aus WC-Co-Hartmetall kann durch Diffusion beeinträchtigt werden. Diffusion ist ein Phänomen, das erst bei hohen Temperaturen in Erscheinung tritt. Kohlenstoff und Wolfram lösen sich im Werkzeug auf und wandern bei der Zerspanung in die Späne. Umgekehrt gelangen Atome aus dem Span in das Werkzeug, was dessen Festigkeit reduziert. Um den Effekt zu vermeiden, kann die Schnittgeschwindigkeit reduziert werden, was zu niedrigeren Temperaturen führt, bei denen keine Diffusion stattfindet. Diese Schnittgeschwindigkeiten lassen sich jedoch auch mit Schnellarbeitsstahl erreichen. Bei anderen Werkstoffen außer Stahl spielt Diffusion keine besondere Rolle.

### Verklebungen (Adhäsion)
Bei geringer Schnittgeschwindigkeit kann es vorkommen, dass Teile des Spanes durch Adhäsion mit dem Werkzeug verkleben. Nachfolgender Werkstück-Werkstoff reißt diese Verklebungen mit und trennt dabei kleinere Teile des Werkzeuges aus der Oberfläche. Dieser Verschleißmechanismus kommt bei vielen metallischen Werkstoffen vor, unter anderem bei Gusseisen, er ist aber relativ schwach ausgeprägt und die Standzeiten der Werkzeuge sind hoch.

### Abrieb (Abrasion)
Wegen der großen Härte der Wolframcarbid-Partikel kommt es selten zu mechanischem Abrieb (Abrasion). Sie kann eine Rolle spielen, wenn Werkstoffe bearbeitet werden, die große Mengen an Stoffen enthalten, die härter als Wolframcarbid sind. Problematisch sind auch anhaftenden Sandkörner an Gussteilen, sie sind jedoch meist zu selten, um zu nennenswertem abrasivem Verschleiß zu führen.